# Inese Jursone
Inese Jursone (Limbaži, URSS, 13 de noviembre de 1981) es una deportista letona que compitió en voleibol, en la modalidad de playa. Ganó una medalla de oro en el Campeonato Mundial de Vóley Playa de 2009 y el 5.º puesto en el Campeonato Europeo de 2010. Ha compartido los puestos 17.º-32.º en el Campeonato Mundial en varias ocasiones. Ha sido campeona de Letonia en varias ocasiones. Junto con Inga Vētra, obtuvo el segundo puesto en el Campeonato Europeo Juvenil.

## Palmarés internacional
| Campeonato Europeo | Campeonato Europeo | Campeonato Europeo | Campeonato Europeo |
| Año                | Lugar              | Medalla            | Pareja             |
| ------------------ | ------------------ | ------------------ | ------------------ |
| 2009               | Sochi (Rusia)      | Medalla de oro     | Inguna Minusa      |